# Norrön
Norrön (norröna, norrönt) är ett lånord från fornvästnordiskan (norrǿnn, ”norran”, sammandragning av norðrǿnn, ”nordan”, alltså ”från norr = nordisk”) och betyder på modern svenska detsamma som fornnorsk/fornisländsk. Det används till exempel i sammansättningar som norrönt språk (som här betyder fornnorska och dess dotterspråk isländska) och norrön litteratur, när man exempelvis vill påvisa kontinuiteten och släktskapen mellan den fornnorska och fornisländska litteraturen. På modern isländska har ordet dock ofta fått beteckna "nordisk" i allmänhet.
Etymologiskt härstammar ordet från den fornisländska sammansättningen norðr som betyder nord eller norr samt -rœnn, egentligen -rœnr som är en omljudsform av roten rón- och som betyder: «kommande från, härstammande från». Grundbetydelsen är nordisk (såsom en geografisk beteckning). Ordet fanns även i fornsvenskan i formen norræn och är det ursprungliga och inhemska ordet för "nordisk" vilket istället är inlånat från tyskan och har idag i alla sammanhang ersatt det ursprungliga ordet. 
Såsom en etnisk beteckning var norrön i fornisländskan (och fornsvenskan), en synonym till norsk.